# スポーツ基本法
スポーツ基本法（スポーツきほんほう、平成23年法律第78号）は、日本におけるスポーツ施策の基本事項に関する法律である。
スポーツ振興法（昭和36年法律第141号）を全部改正し、2011年6月24日に公布、同年8月24日に施行された。

## 概要
スポーツ振興法を全部改正する形で制定された法律であり、スポーツに関する基本理念や、スポーツに関する施策の基本となる事項が定められている。従前のスポーツ振興法が、1964年東京オリンピックの開催を控えて制定され、施設整備等に主眼が置かれていたのに対し、スポーツ基本法では、前文で「スポーツ立国の実現を目指し、国家戦略として、スポーツに関する施策を総合的かつ計画的に推進する」ことを謳い、また3条では、「スポーツに関する施策を総合的に策定し、及び実施する」ことを国の責務として位置付けるなど、スポーツ振興を国家戦略として位置付けている。
なお、「スポーツ庁」の創設については、検討課題として附則に規定され、文部科学省設置法の一部を改正する法律（平成27年法律第21号）により2015年10月1日に文部科学省の外局としてスポーツ庁が設置された。
また2014年度よりスポーツ振興の観点から行う障害者スポーツに関する事業が厚生労働省から文部科学省に移管された。なお、障害者の社会参加やリハビリテーションの観点から行う福祉関連の事業については，引き続き厚生労働省が担当する。この移管は、法令の改正や部局の異動を伴うものでなく、従来からスポーツ（文部科学省）と障害者福祉（厚生労働省）にまたがる事項、障害者スポーツに関する施策を、福祉の観点に加え、スポーツ振興の観点からも一層推進していく必要性から見直しを行ったものである。

## 構成
- 前文
- 第1章 総則（第1条 - 第8条）
- 第2章 スポーツ基本計画等（第9条・第10条）
- 第3章 基本的施策
  - 第1節 スポーツの推進のための基礎的条件の整備等（第11条 - 第20条）
  - 第2節 多様なスポーツの機会の確保のための環境の整備（第21条 - 第24条）
  - 第3節 競技水準の向上等（第25条 - 第29条）
- 第4章 スポーツの推進に係る体制の整備（第30条 - 第32条）
- 第5章 国の補助等（第33条 - 第35条）
- 附則

## 沿革

### スポーツ振興法
第二次世界大戦後に制定された日本国憲法では「すべて国民は、健康で文化的な最低限度の生活を営む権利を有する」とされている。これをうけ、1947年に制定された教育基本法では、1条で「心身ともに健康な国民の育成」を教育の目的として掲げ、また、1949年に制定された社会教育法では、2条で「体育及びレクリエーションの活動」が社会教育に含まれることが規定された。しかし、これらの法律におけるスポーツについての規定は抽象的であり、「保健体育審議会」は、1953年に答申「独立後におけるわが国保健体育レクリエーション並びに学校給食の振興方策について」の中で、政府が体育レクリエーション振興を推進するための「法律的根拠が薄弱」であるとし、これを具体的に推進する事項の立法化を要望した。さらに、1958年には、「スポーツ振興審議会」が「スポーツ振興のための法的措置の強化について」という要望書を公表し、その中で、スポーツ振興法の制定を要望した。
これらをうけ、1961年、自由民主党、日本社会党、民主社会党（後の民社党）の3党共同提案で「スポーツ振興法」が国会に提出され、同年6月16日に公布された。

### スポーツ基本法
2006年に設置された「スポーツ振興に関する懇談会」は、2007年に公表した「『スポーツ立国』ニッポン―国家戦略としてのトップスポーツ―」の中で、「スポーツ省」の設置や新たなスポーツ振興法の制定を提言した。
2009年には、教育再生懇談会の第四次報告の中で「総合的なスポーツ振興施策の展開」としてスポーツ基本法の制定やスポーツ庁の設置が提言された。同年、自由民主党と公明党がスポーツ基本法案を提出したが、その直後に衆議院が解散されたため、同法案は廃案となった。
2011年、スポーツ議員連盟が中心となり、超党派でスポーツ基本法案がまとめられ、民主党所属の衆議院議員奥村展三らの提出による議員立法として、スポーツ振興法を全面改正する改正案が提出された。この法案は、6月17日に可決・成立し、50年ぶりに全面改正されることとなり、題名も「スポーツ基本法」に改められた。